# Agnieszka Wójtowicz-Vosloo
Agnieszka Wójtowicz-Vosloo (ur. w 1975 w Warszawie) – amerykańska reżyserka filmowa i pisarka polskiego pochodzenia. Absolwentka Tisch School of the Arts w Nowym Jorku (2003).
W Polsce zagrała w serialu Jest jak jest i filmie Pod powierzchnią.
Jej debiutancki krótkometrażowy postapokaliptyczny film Pâté zdobył kilka nagród, w tym wszystkie główne nagrody na First Run Festival, Złotą Palmę na Beverly Hills Film Festival czy wielką nagrodę na WorldFest Houston. Filmmaker Magazine zaliczył ją do 25 nowych twarzy filmu niezależnego.
W 2004, wraz z Laurie Anderson, współpracowała przy multimedialnym projekcie O Złożony/O Composite, na podstawie wiersza Czesława Miłosza o tym samym tytule, dla Opery Paryskiej.
W 2009 zadebiutowała filmem pełnometrażowym, mrocznym After.Life z Liamem Neesonem i Christiną Ricci w rolach głównych.

## Filmografia
reżyser
- 2002: Pâté
- 2009: After.Life

aktorka
- 1994: Jest jak jest (serial TV), odc. 13 – jako sekretarka Chmiela
- 2006: Pod powierzchnią